# محك النظر
محك النظر كتاب في المنطق ألفه الإمام الغزالي(المتوفى: 505هـ) .تميز كتاب محك الإمام الغزالي محك النظر في انه يعد نقطة تحول أعقبت معيار العلم فرسخت هذا الهضم الكامل للمنطق وحولته إلى معاني إسلامية شرقية بلسان عربي كامل.
حيث ان أبحاث الكتاب تدور حول موضوعات المنطق التقليدية: الحد والقضية والقياس. ويختلف كتاب محك النظر عن سابقيه من كتب الغزالي مثل مقاصد الفلاسفة ومعيار العلم. ففيه نحا الإمام منحى مغاير لمصطلحات المنطق التقليدية وأمعن بالإيفال في المضامين الإسلامية والمصطلحات العربية والفقهية والكلامية. إذ ينقسم مبحث الحد في المحك إلى موضعين أساسيين يقعان ضمن قسمي الكتاب. فيحتل موضوع الألفاظ والمعاني جزءاً من القسم الأول، وموضوع الحد القسم الثاني.

## المخطوطات
من المخطوطات المعتمدة في طبعة دار المنهاج بجدة مخطوطة كتبت سنة 907 هـ، وهي من مقتنيات دار المخطوطات بصنعاء ومنها صورة في معهد المخطوطات العربية في الكويت.

## مختصرات من الكتاب
وبقول الغزالي في كتابه محك النظر :
- القول في شروط القياس

اعلم أن القياس عبارة عن أقاويل مخصوصة ألفت تأليفاً مخصوصاً ونظمت.
- القياس على ثلاثة فنون